# Maurice Maeterlinck
Grof Maurice Polydore-Marie-Bernard Maeterlinck (Gent, 29. kolovoza 1862. – Nica, 6. svibnja 1949.), belgijski pisac, pjesnik, dramaturg i esejist. Bio je član belgijske Kraljevske akademije za francuski jezik i književnost (fr. L’Académie royale de langue et de littérature françaises de Belgique) i jedini je Belgijanac dobitnik Nobelove nagrade za književnost 1911. godine. Jedan je od predstavnika europskog pokreta simbolizma.

## Životopis
Pravo ime Mauricea Maeterlincka je Polydore-Marie-Bernard. Rođen je u Gentu u Belgiji 29. kolovoza 1862. godine. Dolazi iz stare katoličke, građanske obitelji. Počeo je studirati pravo 1882. godine na Sveučilištu u Gentu. Jedno je vrijeme odrađivao staž kod odvjetnika Edmonda Picarda, no napustio je karijeru odvjetnika kako bi se posvetio književnosti i pisanju. Njegove prve pjesme bile su objavljene u književno-umjetničkom časopisu "La jeune Belgique". 1885. godine posjetio je Pariz gdje je upoznao književne velikane toga doba i pisce koji će ostaviti veliki utjecaj na njega (Villiers de l’Isle-Adam, Stéphane Mallarmé...). Nakon Pariza, Maeterlinck se vratio živjeti u Flandriju te 1889. godine napisao djelo „La Princesse Maleine“, dramu u 5 činova. Te iste godine, Maeterlinck je postao slavan zahvaljujući članku objavljenom u francuskim dnevnim novinama "Le Figaro". Članak je napisao Octave Mirbeau te ga u njemu usporedio sa samim Shakespearom. U narednih par godina, Maeterlinck je objavio zbirke pjesama „Serres chaudes“ i  „Douze chansons“ te kazališna djela, od kojih je najpoznatija drama „Pelleas i Melisanda“ (fr. Pelléas et Mélisande) koja će inspirirati i Claudea Debussyja za operu. Kazališna djela čine Mauricea Maeterlincka najvećim predstavnikom simbolizma u kazalištu.
Maeterlinck je imao ljubavnu vezu s lirskom pjevačicom, Georgette Leblanc, sestrom Mauricea Leblanca. Ona mu je bila inspiracija za mnoga kazališna, esejska i pjesnička djela koja je napisao („Aglavaine et Sélysette“, dramu u 5 činova, „Sœur Béatrice“ „Trésor des Humbles“, itd.)
U ožujku 1897. godine, zajedno su iznajmili jednu kućicu u Parizu, pod imenom „Villa Dupont“ koja je postala književni salon u kojem su se okupljali mnogi poznati književnici, kao Anatole France, Oscar Wilde, Stéphane Mallarmé, Colette i mnogi drugi.
Nakon brojnih održanih književnih večeri, Maeterlincku su počeli nedostajati mir i selo pa se povukao u osamu te napisao djelo „Mudrost i sudbina“ („La Sagesse et la destinée“).
Nakon dugogodišnje veze s pjevačicom Georgette Leblanc, Maeterlinck je oženio glumicu Renée Dahon te zajedno s njom živio u palači „Orlamonde“ u Nici. Nakon toga su zbog Drugog svjetskog rata otišli živjeti u Portugal te je Maeterlinck tamo napisao još jedno kazališno djelo, „Abbé Sétubal“. Budući da Drugi svjetski rat nije jenjavao, nakon Portugala su se odselili u Sjedinjene Američke države te zajedno živjeli u New Yorku.
Umire u Nici 1949. godine.

## Teme i obilježja pisanja
Maeterlinck je jedan od predstavnika simbolizma. U njegovim brojnim djelima opisuju se tužni likovi koji se nalaze u tragičnim situacijama i ne mogu se suprotstaviti svojoj sudbini. U njegovim se djelima radi o tragičnoj svakodnevici („le tragique quotidien“) u kojoj se ne događaju neki veliki događaji te u kojoj likovi žive svoj život. Ta tragičnost života proizlazi iz mirnoće života.
Također, Maeterlinck u svojim djelima miješa misticizam sa svijetom prirode kojom je očaran.
Putem brojnih dijaloga čijim rečenicama nedostaje smislenost i koje su pune ponavljanja, Maeterlink oslikava raspoloženje likova.
Likovi u njegovim kazališnim djelima često čekaju na nešto mistično što će ih uništiti.

## Izabrana djela

### Kazalište
- La Princesse Maleine, 1889.
- L'Intruse, 1890.
- Les Aveugles, 1890.
- Les Sept Princesses, 1891.
- Pelléas et Mélisande (hrv. Pelleas i Melisanda), 1892.
- Alladine et Palomides, 1894.
- Intérieur (hrv. Tamo unutri), 1894.
- La Mort de Tintagiles, 1894.
- Aglavaine et Sélysette, 1896.
- Sœur Béatrice, 1901.
- Monna Vanna, 1902.
- Joyzelle, 1903.
- Ariane et Barbe-Bleue, 1907.
- L'oiseau bleu (hrv. Plava ptica), 1908.
- Marie-Magdeleine, 1913.
- Le Bourgmestre de Stilmonde, 1918.
- Jeanne d’Arc, 1948.

### Eseji
- Le Trésor des humbles, 1896.
- La Sagesse et la destinée (hrv. Mudrost i sudbina), 1898.
- La Vie des abeilles (hrv. Život pčela), 1901.
- L'Intelligence des fleurs, 1907.
- La Mort (hrv. Smrt), 1913.
- Le Grand Secret, 1921.
- La Vie des termites, 1927.
- La Vie des fourmis, 1930.
- L'Araignée de verre, 1932.
- Bulles bleues, 1948.

### Poezija
- Serres chaudes – zbirka pjesama, 1889.
- Douze Chansons, 1896.